# Trzebownisko
Trzebownisko est une localité polonaise, siège de la gmina de Trzebownisko, située dans le powiat de Rzeszów en voïvodie des Basses-Carpates.